# Zimbru (okręg Arad)
Zimbru – wieś w Rumunii, w okręgu Arad, w gminie Gurahonț. W 2011 roku liczyła 330 mieszkańców. 